# Носово (Ростовская область)
Но́сово — село в Неклиновском районе Ростовской области.
Административный центр Носовского сельского поселения.

## Население
| 2010 |
| ---- |
| 731  |

## Улицы
| - ул. 30-летия Победы, - ул. Заречная, - ул. Клубная, - ул. Мира, | - ул. Мирошниченко, - ул. Молодёжная, - ул. Степная. |

## Известные уроженцы
- Мирошниченко, Иван Иванович (1916—1963) — советский военнослужащий, рядовой, Герой Советского Союза.

## Археология
Близ села находится стоянка древнего человека Мураловка.